# Передміська синагога (Львів)

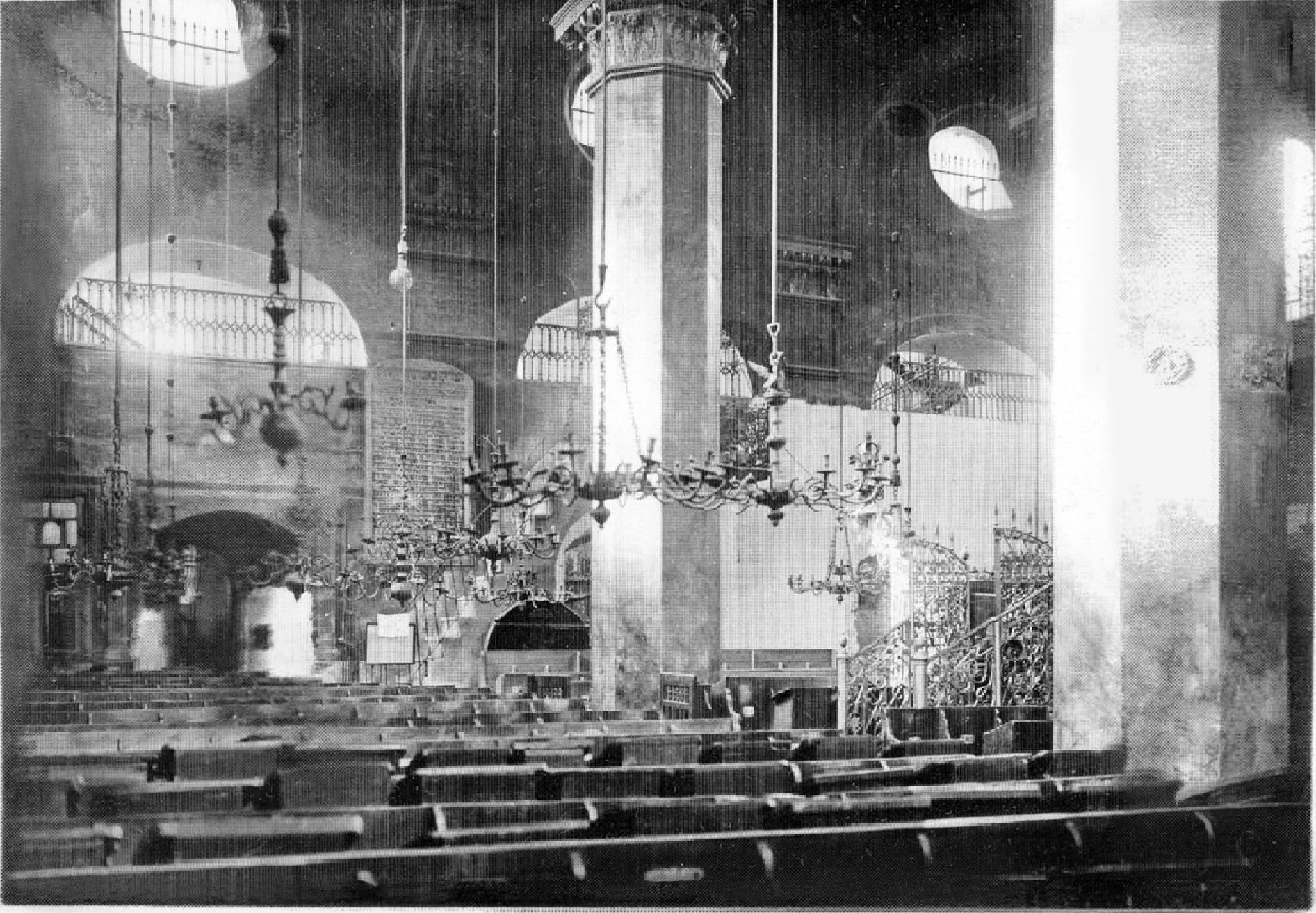
Інтер'єр

Велика передміська синагога — втрачена синагога, яка розташовувалася на Краківському передмісті міста Львова.

## Історія
Первісна передміська синагога згадується мандрівником Мартіном Ґруневеґом, котрий перебував у Львові протягом 1582—1602 років. Про євреїв передмістя він писав:
|  | Чимало їх живе і на Краківському передмісті Там за моїх часів збудовано нову синагогу на місці старої. Будуючи її, зробили високо піднятий дах… За це мусили заплатити штраф, а дах знизити наполовину, і тепер він неначе надламаний, як видно на малюнку |

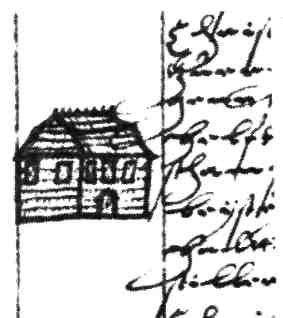
Схематичний рисунок синагоги зі щоденника Мартіна Ґруневеґа (кінець XVI ст.).

У своєму щоденнику він подає зокрема і схематичний рисунок — перше зображення синагоги. Дах справді двоспадовий, що може бути наслідком його перебудови.
Синагога була споруджена з дерева, або за іншими даними — з прусського муру («фахверк»). 1619 року майже дощенту знищена під час погрому учнями єзуїтської школи. Була відбудована, однак згоріла 1623 року під час пожежі Краківського передмістя. Після пожежі міські райці заборонили зводити будівлі ближче ніж 400 ліктів до міських укріплень, через що нову синагогу довелось будувати дещо північніше.
Автор проєкту невідомий, однак існує версія дослідника Сергія Кравцова про авторство львівського цехового будівничого Якуба Мадлайна. У такому разі хтось окрім Мадлайна, який помер 1630 року, мав ще два роки займатись будівництвом, оскільки відомо, що спорудження завершено 1632 року. Оксана Бойко припускає можливість будівництва за спільним проєктом Амвросія Прихильного та Адама Покори. Прихильний був помічником Павла Щасливого під час зведення синагоги «Золота Роза», а фасад приміської синагоги подібний на фасад костелу Св. Лазаря авторства Прихильного.
Для будівництва євреї були змушені брати дозвіл у тодішнього католицького архієпископа Яна Порохницького. 1635 року до південного і північного фасадів прибудовано одноповерхові галереї. Синагога знову горіла 1648 року під час облоги військами Богдана Хмельницького. Ще одна пожежа відбулась під час погрому учнями Єзуїтського колегіуму 1664 року. Відомо про реконструкцію у 1864—1865 роках за проєктом Йозефа Енґеля і масштабнішу — у 1870 за проєктом Міхаеля Герля. 1918 року стіни було розписано за проєктом Ерика і Мавриція Флєків. 22—24 листопада того ж року синагога горіла і була пограбована під час погрому після вступу до Львова польських військ. Повоєнною реконструкцією займався архітектор Леопольд Райсс. Восени 1941 року підірвана нацистами. Із синагогою пов'язана діяльність визначних єврейських культурних діячів. Зокрема, у 1652—1667 роках її рабином був Давид бен Шмуел ГаЛеві Сегал — один з найвідоміших коментаторів галахічного кодексу Йосефа Каро, автор відомої автор праці «Туре Загав».

## Архітектура
Розміри синагоги були близько 24×35 м. Площа молитовної зали становила майже 400 м². Молитовна зала була перекрита системою з дев'яти хрестових склепінь, опертих на стіни та на чотири масивні восьмигранні колони товщиною 1,23 м з коринфськими капітелями. Біма знаходилась між цими колонами по центру зали. В інтер'єрі при західній стіні знаходилася галерея для студентів 3,38×0,79 м на висоті 4,5 м, на яку провадили 15 сходинок з кованим металевим поруччям (гвинтові сходи). Така галерея була унікальним явищем для тогочасних синагог Польщі. У південно-західному куті головного молитовного залу, біля дверей, була влаштована оливна лампада Нер Тамід. До північного і західного фасадів примикали одноповерхові галереї, перекриті хрестовим склепінням. З молитовною залою вони поєднувалися невеликими вікнами, по шість з кожного боку. У присінку в давнину знаходився стовп ганьби. Фасад споруди ймовірно увінчував ренесансний аттик, який виконував оборонну функцію.

## Галерея зображень

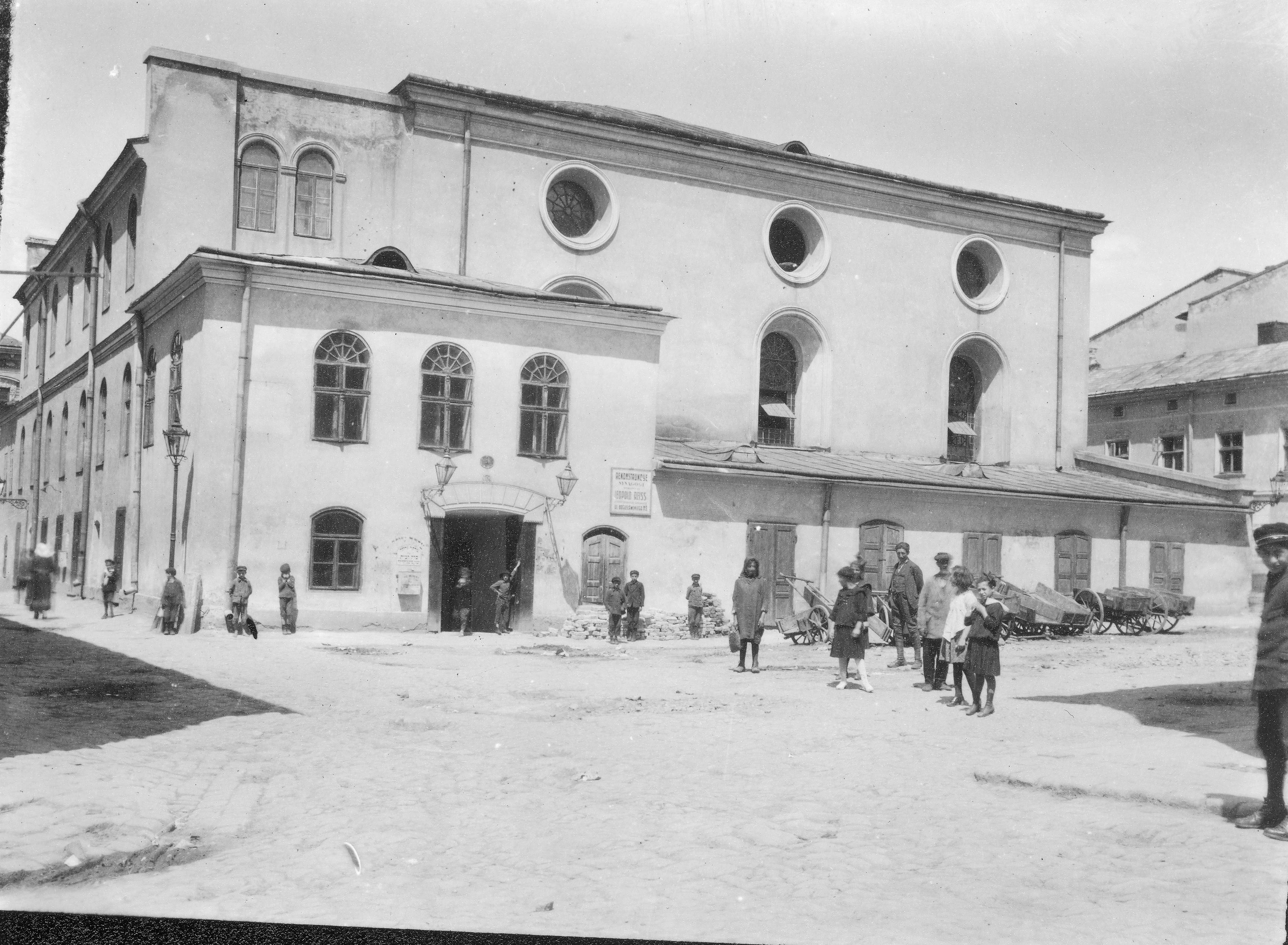
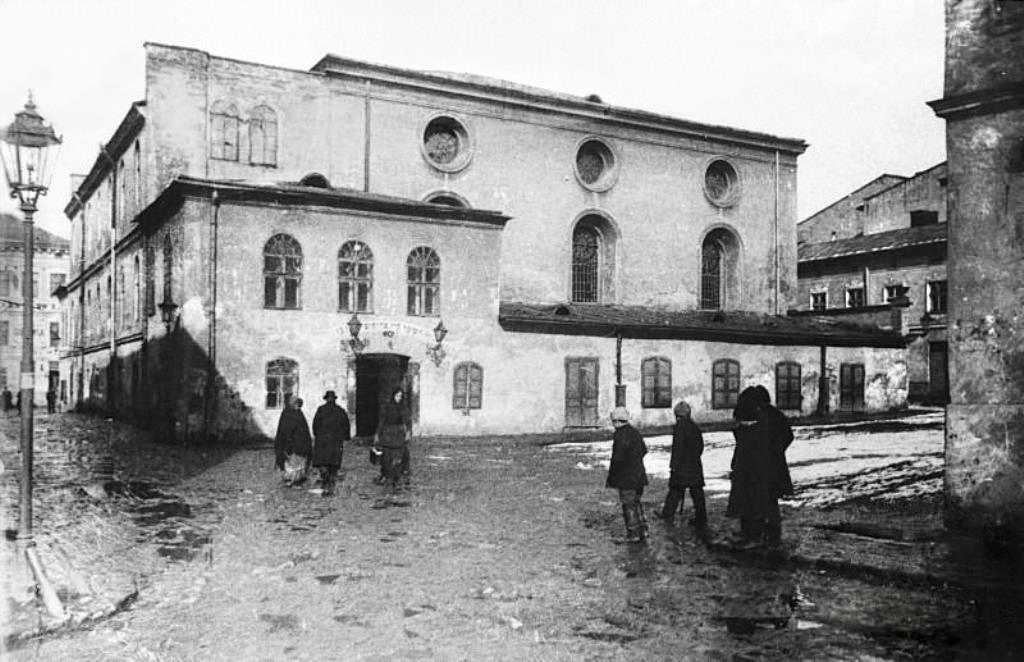
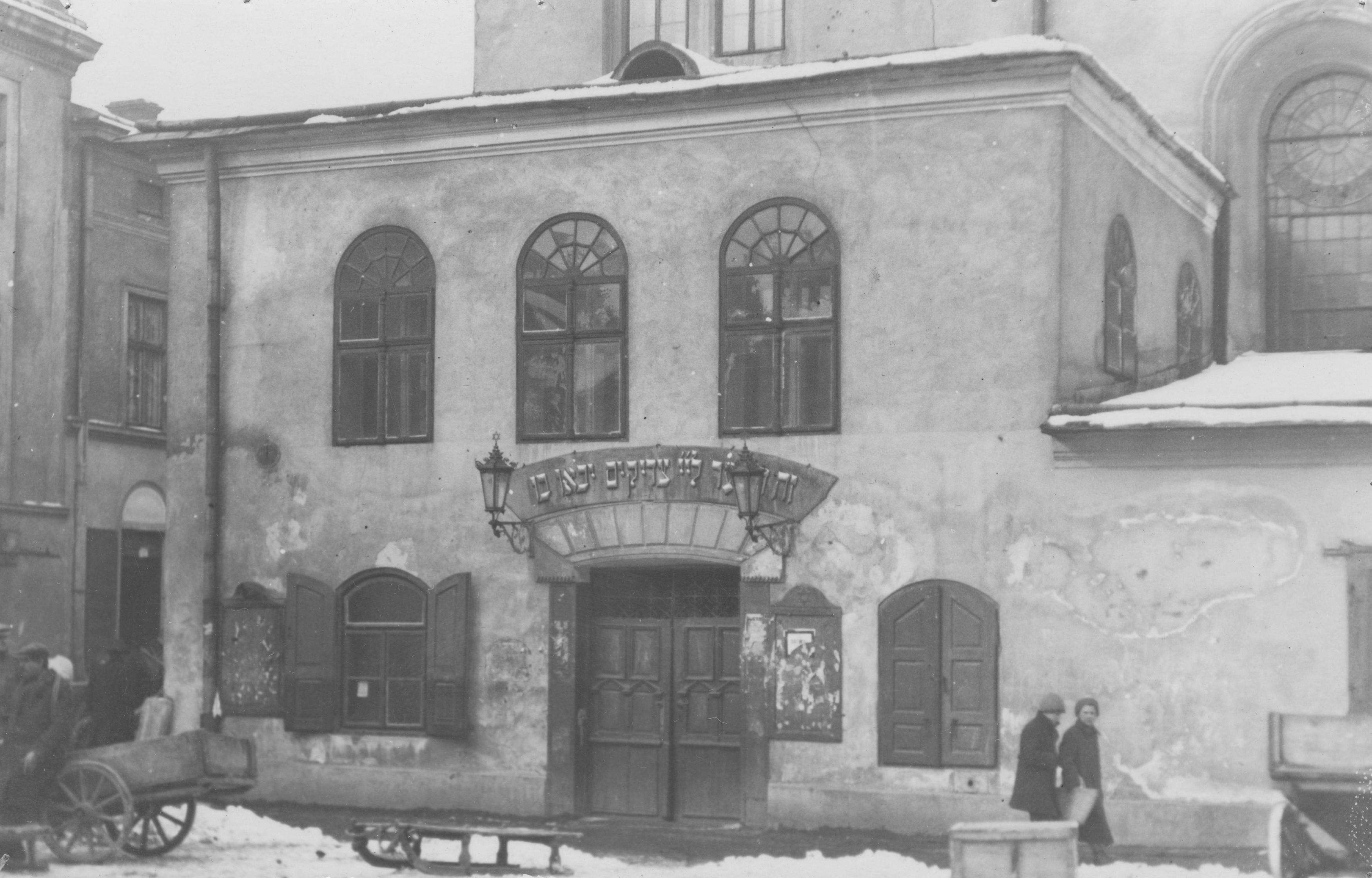
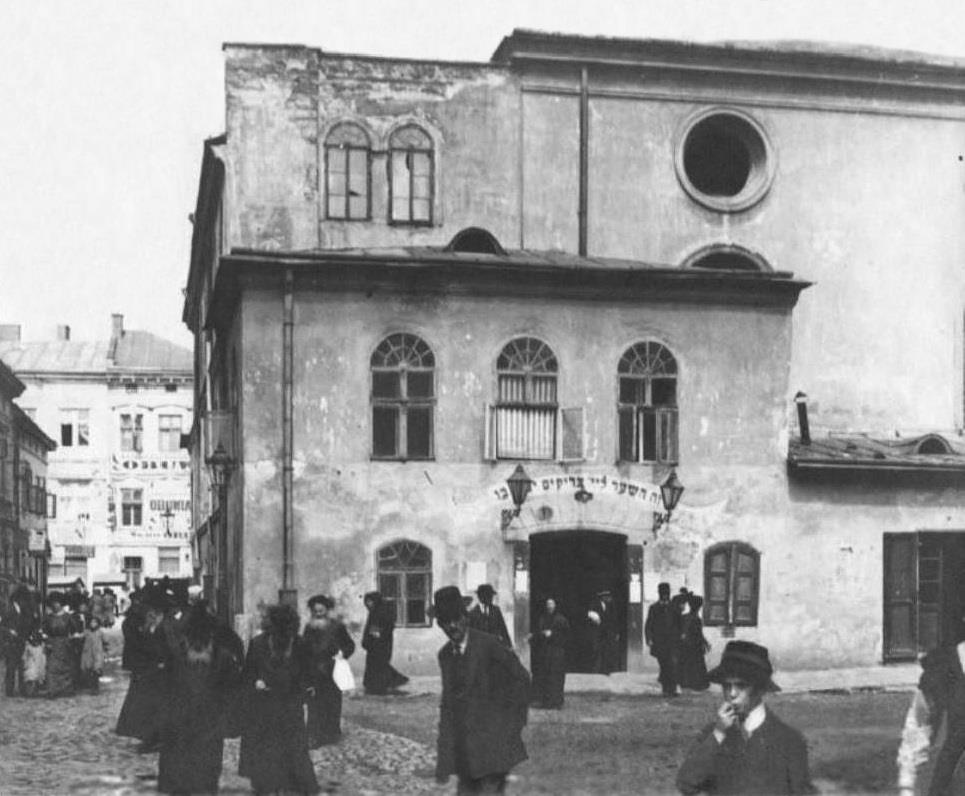
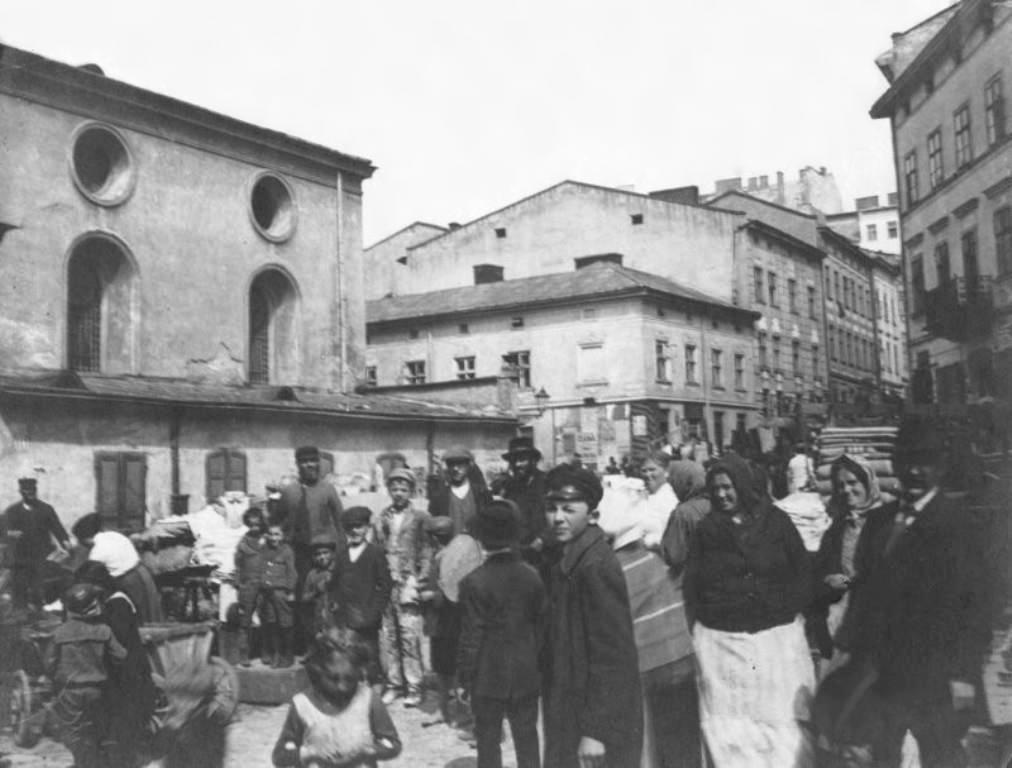